# Килкенни (графство)
Килкенни (ирл. Cill Chainnigh, англ. Kilkenny) — графство на востоке Ирландии. Входит в состав провинции Ленстер на территории Республики Ирландии. Столица и крупнейший город — Килкенни. Население 95 419 человек (16-е место среди графств Ирландской Республики; данные 2011 г.).

## Физико-географическая характеристика

### Географическое положение
Графство Килкенни расположено на юго-востоке Ирландии в долине реки Нор. На западе проходит административная граница с Южным и Северным Типперэри, на севере — с Лиишь, на востоке — с Карлоу, на юго-востоке и юге — с Уотерфордом и Уэксфордом.
Высшая точка Килкенни — Брендон Хилл (515 м). Общая площадь территории — 2073 км² (12-е место в стране).

### Климат
Теплое Северо-атлантическое течение, которое является продолжением Гольфстрима, оказывает смягчающее воздействие на климат графства. При этом, из-за своего расположения, территория Килкенни не испытывает значительных перепадов температур.
Максимальная температура воздуха на территории графства была зафиксирована 26 июня 1887 года и составила 33,3 °C. Наибольшее количество осадков, 66,4 мм выпало 17 июля 1983 года. В общей сложности, самым тёплым был август 1995 года, на который пришлось 274,9 солнечных часов и температура около 30 °C. Минимальная температура значением −18,1 °C зафиксирована 12 января 1982 года.
В среднем, в Килкенни ежегодно приходится 4 дня со снежным покровом на земле, 9 дней с градом и 5 дней с грозами.

### Водные ресурсы

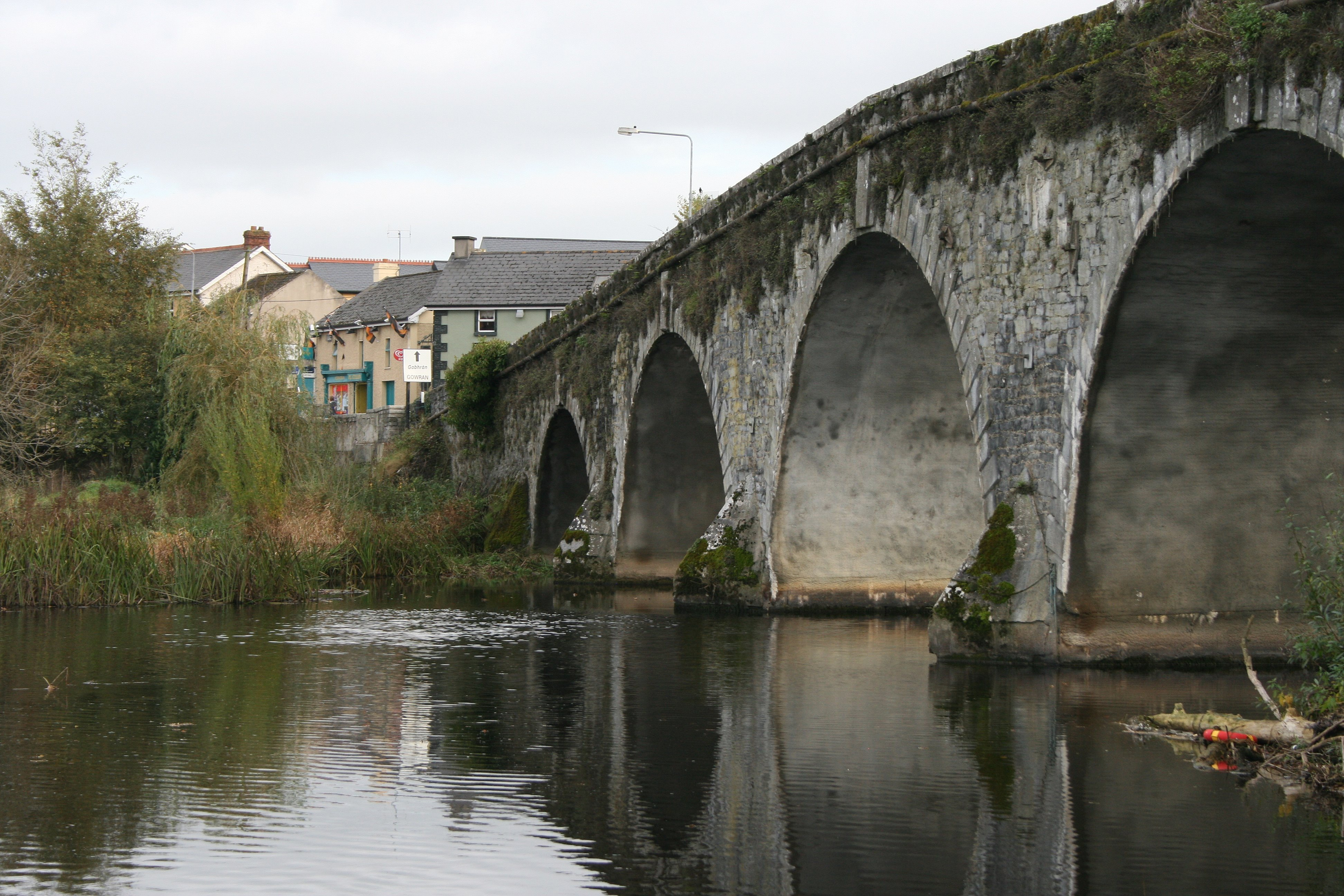
Мост через реку Нор

Главной водной артерией графства, которая пересекает его территорию с севера на юг, является река Нор. Она протекает по плодородной равнине и имеет хорошо разветвленную сеть притоков.
Водные ресурсы Килкенни используется местным населением для орошения сельскохозяйственных угодий и пастбищ. До середины XIX века, когда в Ирландии произошел Великий голод по берегам рек располагались многочисленные пивоварни, лесопилки, мраморные и шерстяные фабрики, мельницы и т. д.

### Растительный и животный мир
Флора графства представлена такими видами растений как безвременник осенний, орхидея болотная, малая белая орхидея, килларнийский папоротник, малый львиный зёв, луговой ячмень, тимьян, крапива, конопля и другие.
Здесь же обитают различные представители фауны: ёж, выдра, барсук, летучая мышь, лиса, олень, лань, горностай, красная белка, землеройка.

### Особо охраняемые территории

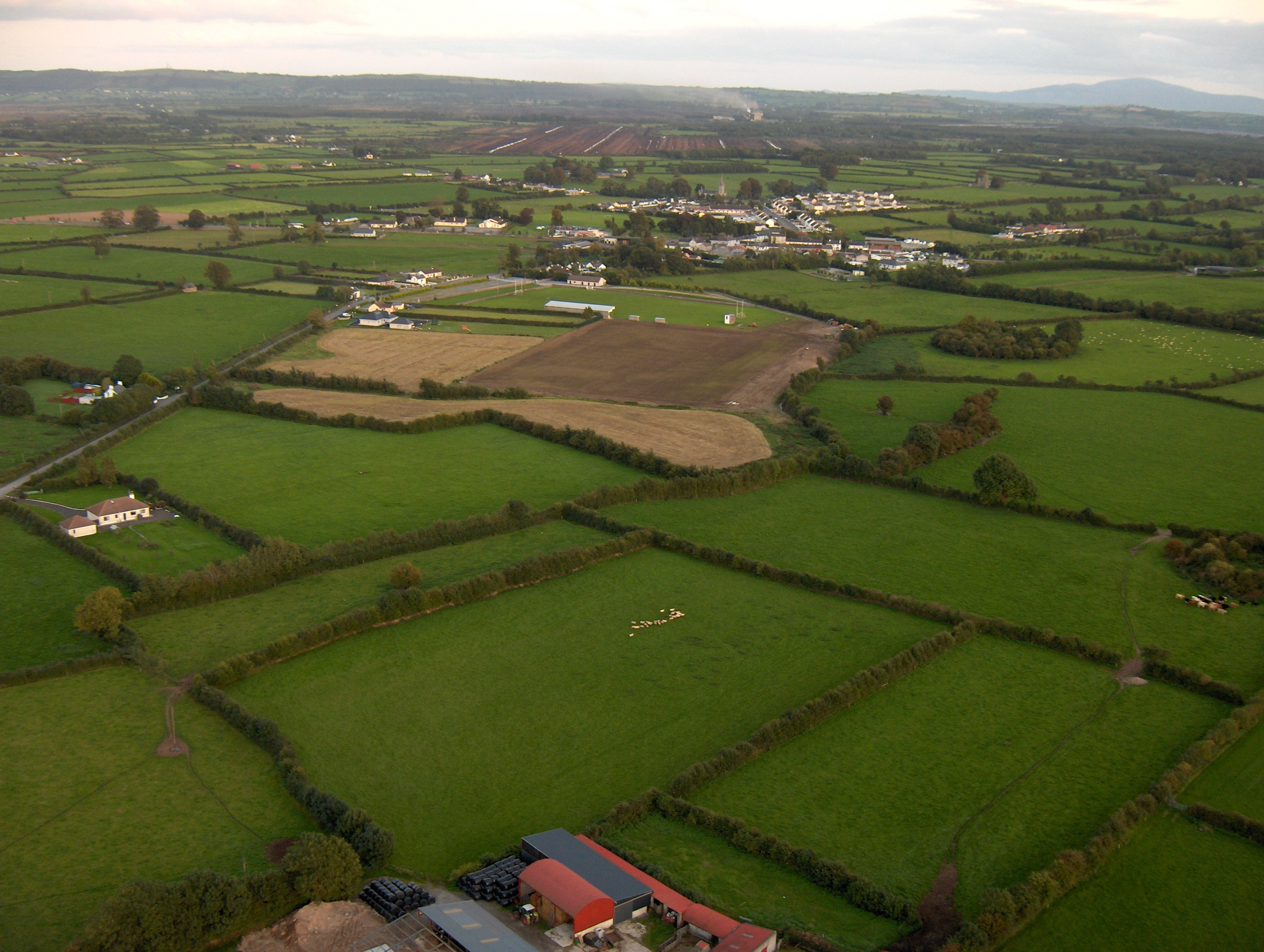
Окрестности Аглинфорда. Вид с высоты птичьего полёта

На территории графства находится несколько действующих заповедников. Один из самых известных, Остров Фиддаун, расположен в устье реки Шур. Его особенностью является уникальные для Ирландии болотные ландшафты и геосистемы. Природным наследием считаются и болота Коан, расположенные вблизи городов Каслкомер и Смитстаун. Природа обоих заповедников имеют общее гляциальное происхождение.
Другие особо охраняемые территории: Наггинстоун Фен — к юго-востоку от Баллихола; Логанс — рядом с Аглинфордом; гора Каллахил — около Каслкомера; Гэлмой Фен — севернее Джонстауна. Также в этот список входит участок в низовьях реки Шур.
Под охраной государства находится множество садов в графстве: Килфэйн Глен (Томастаун), Вудсток (Инистьюж), Дискавер Парк (Каслкомер), Дарвер Хаус (Дженкинсонтаун), Сулкашин Гарден (Джонстаун), Эмоклю Гарден (Горсбридж), Шанкилл Гарден (Полстоун), Рот Фэмили Гарден (Килкенни) и др.

## История
Первый человек на территории, которую занимает современное графство, появился в неолите. До наших дней дошло множество археологических памятников того времени — дольмены, мегалиты, городища, стоянки и могильники. Одна из самых древних находок датируется 3997—3728 годами до н. э.
В эпоху Средневековья, после вторжения норманнов, Ирландия была разделена на 32 графства. Графство Килкенни являлось составной частью королевства Оссори, существовавшего со II по XIII век. Границы королевства с Манстером и Ленстером проходили по устьям рек Шур и Барроу, а также горному хребту Слив Блум.

## Население

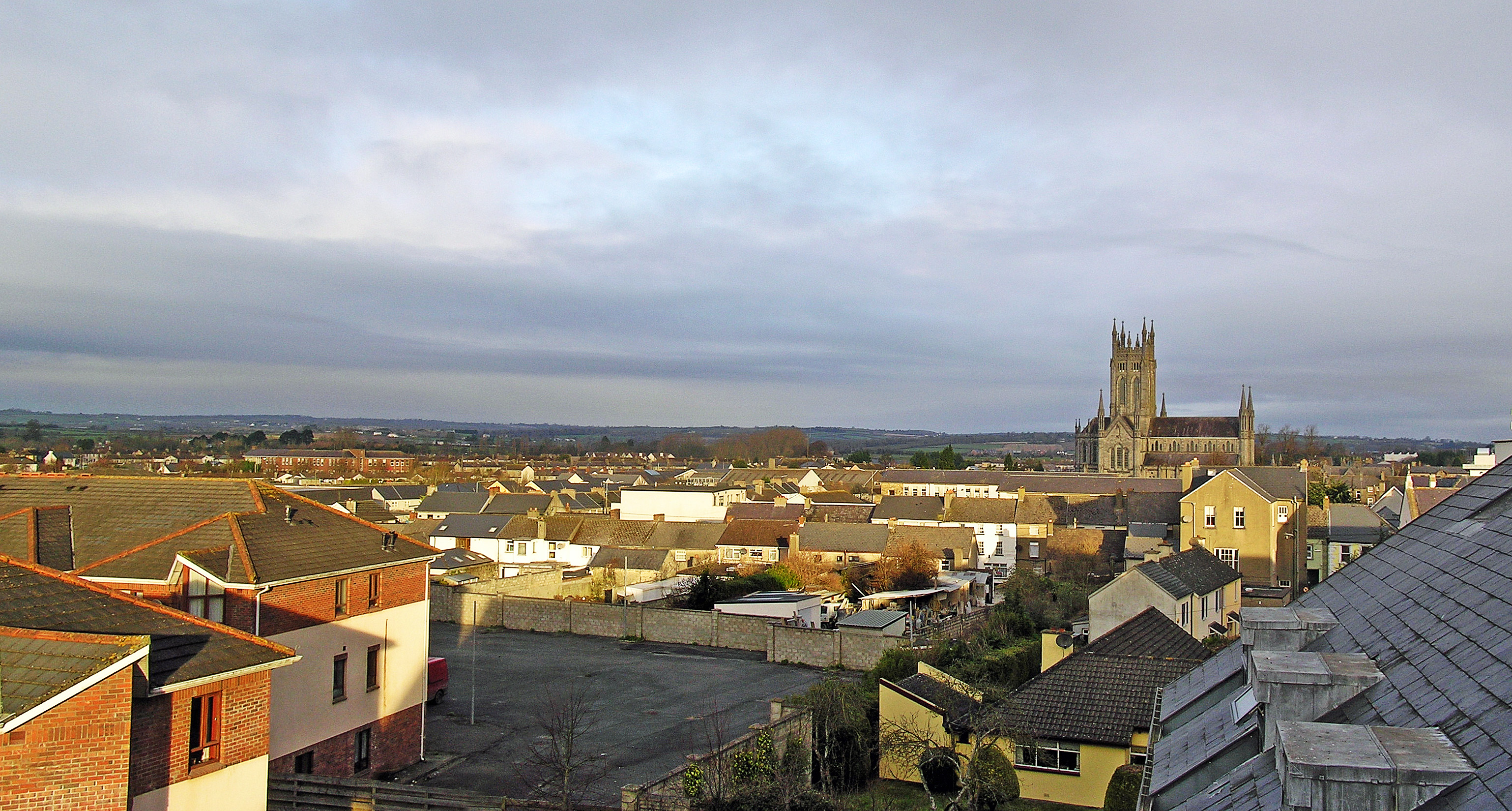
Панорама города Килкенни

По данным на 2011 год в графстве Килкенни проживает 95 419 человек. Из них у 38 619 человек основным языком общения является ирландский. 39,8 тыс. человек работают в организациях, расположенных на территории региона.
Ежегодный естественный прирост в графстве составляет около 650—700 человек.

## Известные личности

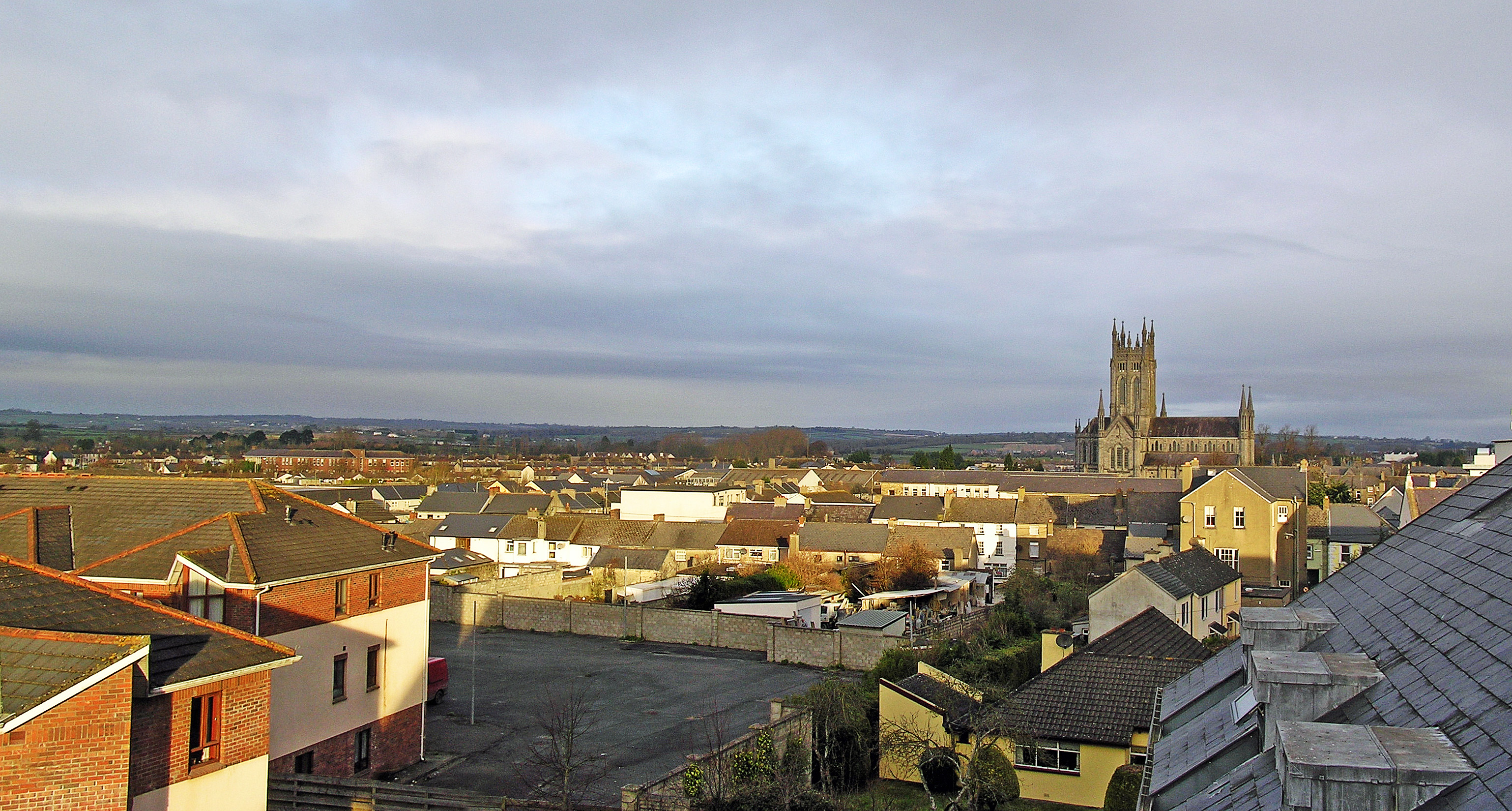
Панорама города Килкенни

В графстве Килкенни близ Томастауна родился один из наиболее влиятельных философов Просвещения Джордж Бе́ркли (англ. George Berkeley; 12 марта 1685 — 14 января 1753), известный своей системой спиритуалистической философии; епископ Клойнский в Ирландии. Последовательно развивал тезис о том, что «бытие — это или то, что воспринимается, или тот, кто воспринимает».

## Органы власти
Местное самоуправление в регионе представляет Совет графства Килкенни, состоящий из 26 депутатов, включая председателя. Главой графства является мэр, а непосредственным управлением на местах занимаются менеджер графства и ещё 5 сити-менеджеров.
В ведении местного самоуправления находятся инфраструктура, вопросы строительства, защита окружающей среды, а также объекты культуры и образования.

## Транспорт

### Железнодорожный транспорт
Через территорию графства проходит железнодорожная ветка Дублин — Уотерфорд. Крупнейшие станции и вокзалы находятся в городах Килкенни и Томастаун, а рядом с границей региона расположен вокзал Уотерфорда.

### Автомобильный транспорт

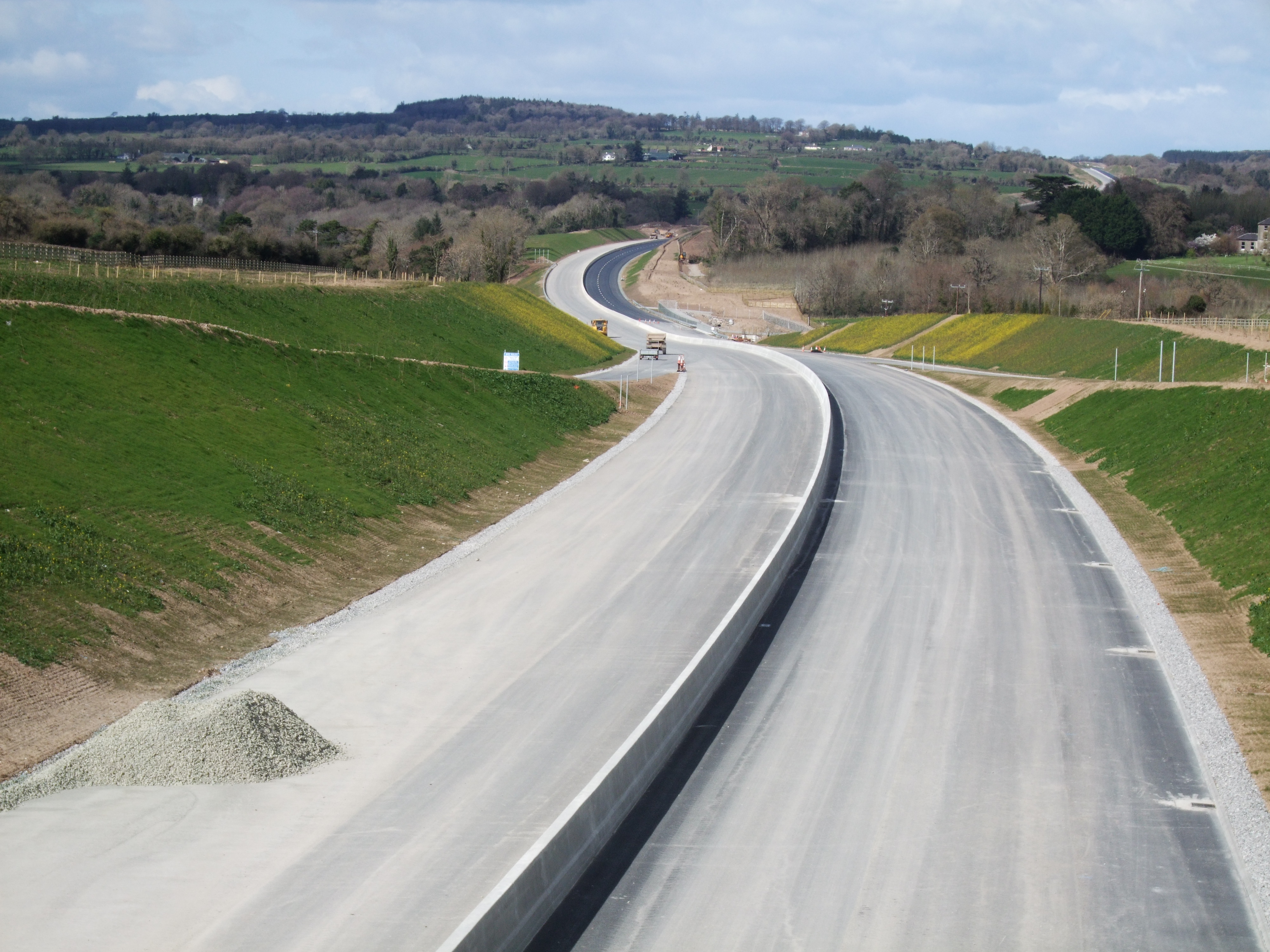
Участок трассы M8

Основные шоссе национального значения — M8 (Митчелстаун — Арлингфорд — Дарроу — Порт-Лиише); N9 (Карлоу — Уотерфорд); N78 (Клонмел — Килкенни — Килдэр); N25 (Уотерфорд — Нью-Росс); N77 (Килкенни — Дарроу).
Автомобильными перевозками занимается компания «Éireann», чья маршрутная сеть соединяет Килкенни почти со всеми графствами страны.

### Воздушный транспорт
Авиационный транспорт представлен небольшим аэропортом с 1,5-километровой взлетной полосой, который находится чуть западнее города Килкенни.

## Здравоохранение
В Килкенни есть госпитали St. Luke’s и St. Canice’s, а также частная больница Aut Even. Кроме того, медицинские учреждения имеются в крупных населённых пунктах графства — госпиталь Lourdes, специализирующийся на ортопедии; районный госпиталь Каслкомера и т. д.

## Достопримечательности

### Округлые башни
Одна из особенностей традиционной ирландской архитектуры — средневековые башни округлых форм, которые в большом количестве представлены на территории графства. Самое известное из подобных строений — башня при соборе Святого Каниса в Килкенни. Кроме того, примечательны башни возле Беннеттсбриджа, Килри, Келлса, Джонстауна и Ноктопера.
Обычно они находятся в непосредственной близости от церкви или монастыря, при этом вход в башню расположен с западной стороны.

### Замки

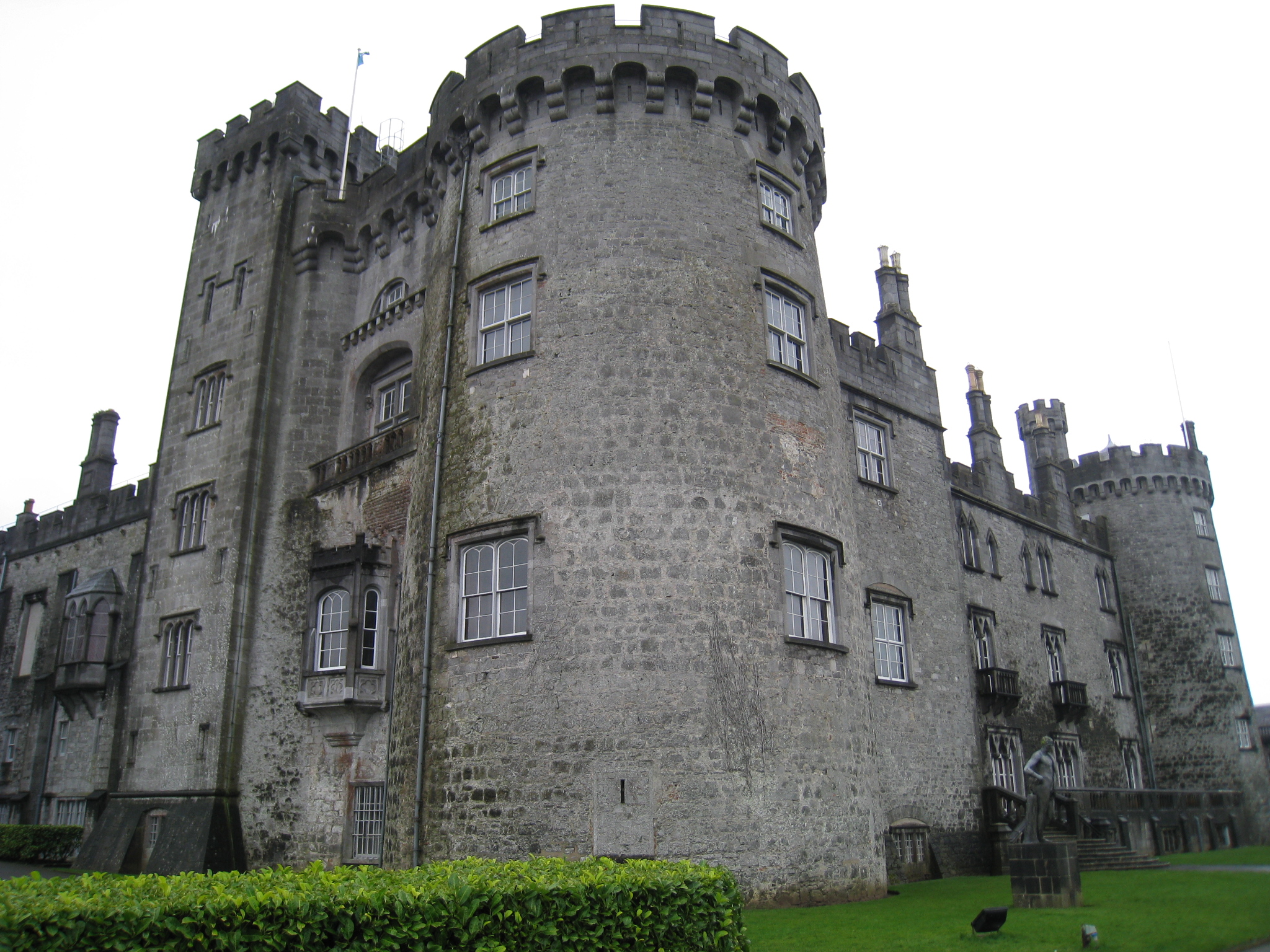
Замок Килкенни

Одно из самых известных фортификационных строений в графстве носит одноимённое название Килкенни. Ранее он принадлежал семьям Батлер и Фитцуолтер, но был продан местным властям в середине XX века за символическую сумму в £ 50. Государство, как новый собственник, отремонтировало и отреставрировало замок, сделав его открытым для посетителей. Кроме того, сегодня здесь выставлена часть экспонатов Национальной художественной галереи. Рядом с сооружением разбиты декоративные сады.
Не менее популярен среди туристов замок Фолксрат близ посёлка Дженкинстаун, построенный в XV веке в стиле англо-норманнской архитектуры. Первоначально он принадлежал клану Парселл, но позднее был конфискован Оливером Кромвелем в пользу Англии.

### Храмы
В графстве сохранилось множество церквей и храмов эпохи средневековья. Примечательны соборы Святой Марии и Святого Каниса (второй по высоте собор Ирландии). Также можно отметить церковь Лачтейн в городке Фрешфорд, 1731 года постройки, с порталом от старого храма в романском стиле 1100 года.

### Аббатства

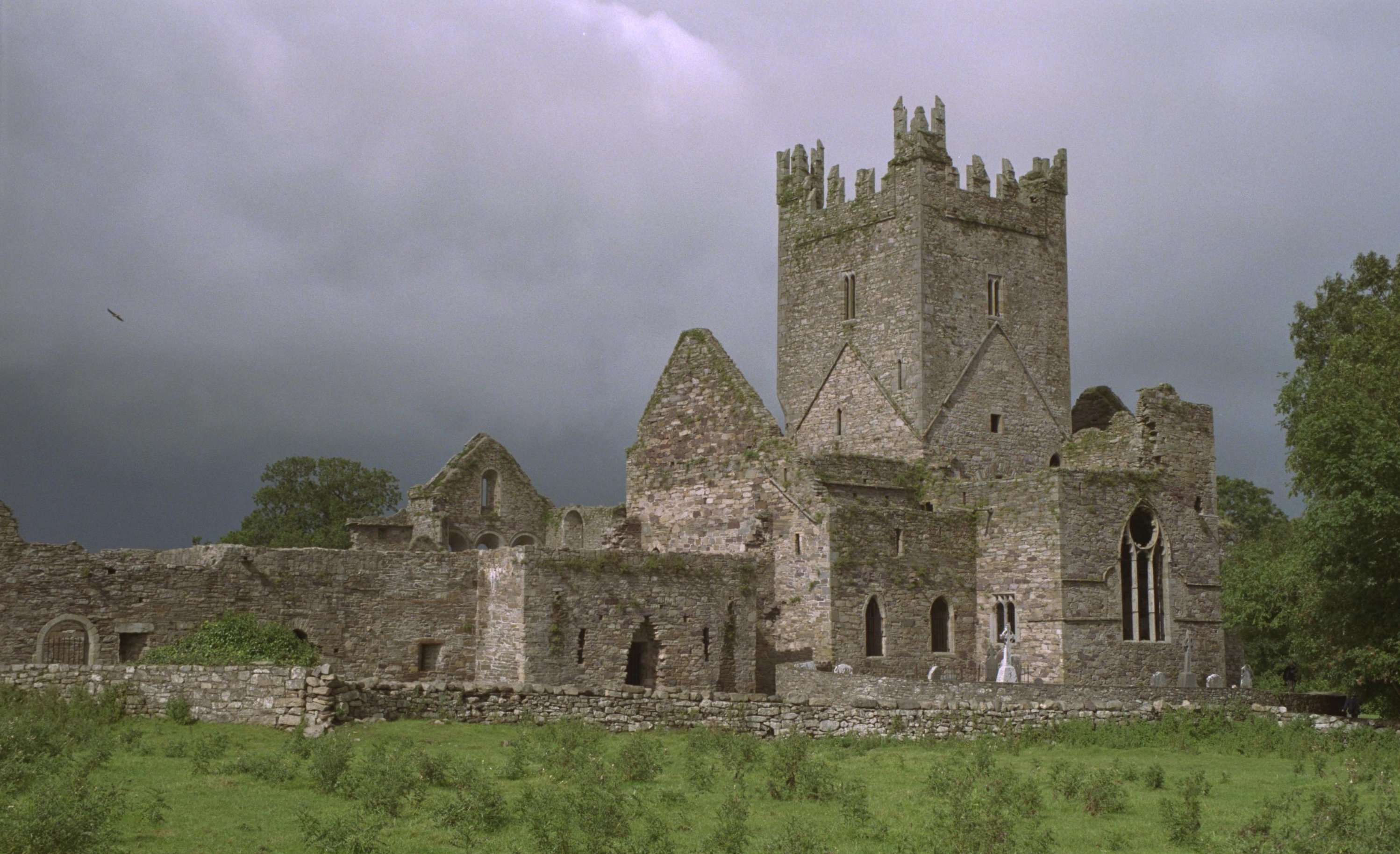
Аббатство Джерпоинт

Цистерцианское аббатство Джерпоинт, расположенное близ Томастауна, построено в 1180 году на месте ранее существовавшего бенедиктинского монастыря 1160 года постройки. Джерпоинт выделяется своей средневековой архитектурой, а также резьбой на каменных стенах и гробницах.
Аббатство Дьюск основано в 1204 году и было одним из первых и крупнейших цистерцианских монастырей в Ирландии. Своё название оно получило в честь одноимённой реки, которая протекает рядом. Архитектурный стиль сооружения — смесь романского и готического.
Доминиканское аббатство Блэк основано в 1225 году, позднее, в 1325 году — значительно расширено.

## Спорт

### Гэльский футбол

Клубные цвета команды Килкенни по гэльскому футболу

В графстве существует команда по гэльскому футболу «Килкенни», которая ведёт свою историю с конца XIX века — первый чемпионат был выигран ею в 1886 году. Клубные цвета — чёрный и янтарный. Однако эта команда является единственной сборной графства, не выступающей во Всеирландском чемпионате.

### Хёрлинг
Сборная Килкенни по хёрлингу выступает в высшем дивизионе Ирландии и является частью клуба «Килкенни» по гэльским играм, представляющего графство во Всеирландском чемпионате и Национальной лиге. Команда 31 раз выигрывала чемпионат страны, а также 64 раза чемпионат Ленстера и 13 раз — Национальную хёрлинг лигу. Наряду с Корком и Типперари, Килкенни входит, в так называемую, «Большую тройку» лучших команд мира.

### Скачки
С 1914 года на ипподроме Гоурэн парк проводятся одни из самых престижных скачек в Ирландии. В течение года здесь проходит до 16 различных соревнований.

### Гольф
В городе Томастаун расположен известный в Ирландии гольф-курорт Маунт Джулиет. Здесь регулярно проводятся ведущие мировые соревнования по этому виду спорта (Маунт Джулиет принимал спортсменов в рамках WGC-American Express Championship в 2002 и 2004 годах; а также Европейский тур в 1993—1995 годах).